# Nymphaea subg. Anecphya
Nymphaea subg. Anecphya ist eine Untergattung der Gattung Nymphaea mit Verbreitung in Australien und Neuguinea.

## Beschreibung
Die Rhizome sind aufrecht und knollenförmig und bilden keine Stolonen aus. Die Blätter haben gezähnte Ränder.
Die tagblühenden Blüten (Ausnahme Nymphaea atrans ist nachtblühend) sind groß und ragen über die Wasseroberfläche hinaus. Bei Nymphaea subg. Anecphya s. str. gibt es eine auffällige Lücke zwischen den Blütenblättern und den Staubblättern. Die Blüten haben bis zu 600 Staubblätter. Die Fruchtblätter haben keine Fruchtknotenanhängsel. Die Samen sind relativ groß und fast immer behaart (seltene Ausnahmen bei Nymphaea immutabilis).

## Taxonomie
Sie wurde von Robert Caspary als Nymphaea subsect. Anecphya im Jahr 1888 in Adolf Engler und Karl Anton Eugen Prantl: Die natürlichen Pflanzenfamilien nebst ihren Gattungen und wichtigeren Arten. eingeführt, einzige bekannte Art und damit Typusart war Nymphaea gigantea. 1905 wurde diese, immer noch mit nur einer Art, von Henry Shoemaker Conard in The Waterlilies. A monograph of the genus Nymphyea zur Untergattung Nymphaea subgen. Anecphya hochgestuft. Im Jahr 2007 wurde diese Untergattung, mit damals zehn bekannten australischen Arten, in der Bearbeitung der Familie Nymphaceae in der Flora of Australia durch Surrey Wilfrid Laurance Jacobs aufgesplittet, dabei wurden die vorher zugerechneten Arten mit kleinen Samen und ungezähntem Blattrand in eine neue Untergattung Confluentes ausgelagert.
Die Zusammengehörigkeit der Untergattung und die Monophylie der beiden als Untergattungen gefassten Gruppen Anecphya und Confluentes wurden in genetischen Untersuchungen bestätigt, wobei die Autoren teilweise beide Gruppen in einer weitgefassten Untergattung Anecphya belassen.
Die Untergattung, in der engeren Fassung nach Jacobs in der Flora of Australia, umfasst danach die folgenden Arten:
- Nymphaea atrans S.W.L.Jacobs. Endemit der Kap-York-Halbinsel, dort im Rinyirru-Nationalpark
- Nymphaea macrosperma Merr. & L.M.Perry
- Nymphaea gigantea Hook.
- Nymphaea immutabilis S.W.L.Jacobs. Kann teilweise auch einjährig sein.
- Nymphaea kimberleyensis (S.W.L.Jacobs) S.W.L.Jacobs & Hellq.
- Nymphaea georginae S.W.L.Jacobs & Hellq.
- Nymphaea carpentariae S.W.L.Jacobs & Hellq.

außerdem zugehörig ist
- Nymphaea jacobsii Hellq. (neubeschrieben 2011)

### Verbreitung
Nymphaea subg. Anecphya ist im tropischen und subtropischen Australasien verbreitet. Alle Arten kommen in Australien vor, Nymphaea macrosperma auch in benachbarten Teilen von Neuguinea.

## Ökologie
Die Arten der Untergattung kommen, wie typisch für die Gattung, in relativ flachen, in der Regel stehenden, Gewässern mit einer Wassertiefe bis zu einigen Metern vor. Je nach Art leben sie auch in zeitweise austrocknenden (temporären) Gewässern.